# Kurt Mittasch
Kurt Mittasch (* 16. August 1900 in Potschappel, Dresden; † ) war ein deutscher Polizeibeamter. Mittasch war ein leitender Beamter in der Politischen Abteilung des Berliner Polizeipräsidiums in der Spätphase der Weimarer Republik.

## Leben und Tätigkeit
Mittasch war bis 1929 im KPD-Dezernat der Abteilung IA des Polizeipräsidiums Berlin beschäftigt. In dieser Stellung wurde er dann durch David Arian ersetzt und als Leiter in das Organisationsdezernat 1 der Abteilung versetzt. Im Geschäftsverteilungsplan der Abteilung I des Polizeipräsidiums Berlin vom Herbst 1931 ist Mittasch als Leiter des Dezernats 1 (Einrichtung der politischen Polizei, der Landeskriminalpolizeistelle und des Landeskriminalpolizeiamtes. Verfassungssachen: Ausnahmezustand, Vereins- und Versammlungswesen im Allgemeinen, Schutz des Staates im Allgemeinen) mit dem Rang eines Polizeirats verzeichnet.
Nach der zwangsweisen Absetzung der sozialdemokratischen preußischen Landesregierung im Zuge des sogenannten Preußenschlages vom 20. Juli 1932 wurde Mittasch von dem von der Reichsregierung mit der Leitung der Geschäfte der preußischen Landesregierung eingesetzten Reichskommissar für Preußen als Leiter in das Dezernat 5 (Landesverräterische Bestrebungen, Spionageabwehr) der Abteilung IA des Polizeipräsidiums versetzt.
Nach der Machtergreifung der Nationalsozialisten wurde Mittasch den Forschungen von Christoph Graf zufolge nicht in das Gestapa übernommen, sondern entweder in eine andere Behörde oder in den Ruhestand versetzt.